# Doctor Arroyo (municipalité)
Doctor Arroyo est une municipalité située dans l'État mexicain du nord de Nuevo León. Il a une extension territoriale de 5,106,2 km2. La municipalité a été nommée en l'honneur de José Francisco Arroyo de Anda. La municipalité a été rebaptisée en 22 septembre 1826. La municipalité avait 33 269 habitants dans le recensement de 2010.
Elle se trouve dans la Sierra Madre Oriental, elle borde les municipalités de Aramberri et Galeana au nord, Mier y Noriega et de l'État de San Luis Potosi au sud et les municipalités de Aramberri, le General Zaragoza, l'État de Tamaulipas, à l'est. Doctor Arroyo est situé dans la zone il y a de grands fleuves intermittents et une large gamme de montagne, où les chutes de neige occasionnelles se produisent en hiver.